# Гражданская война в Акадии

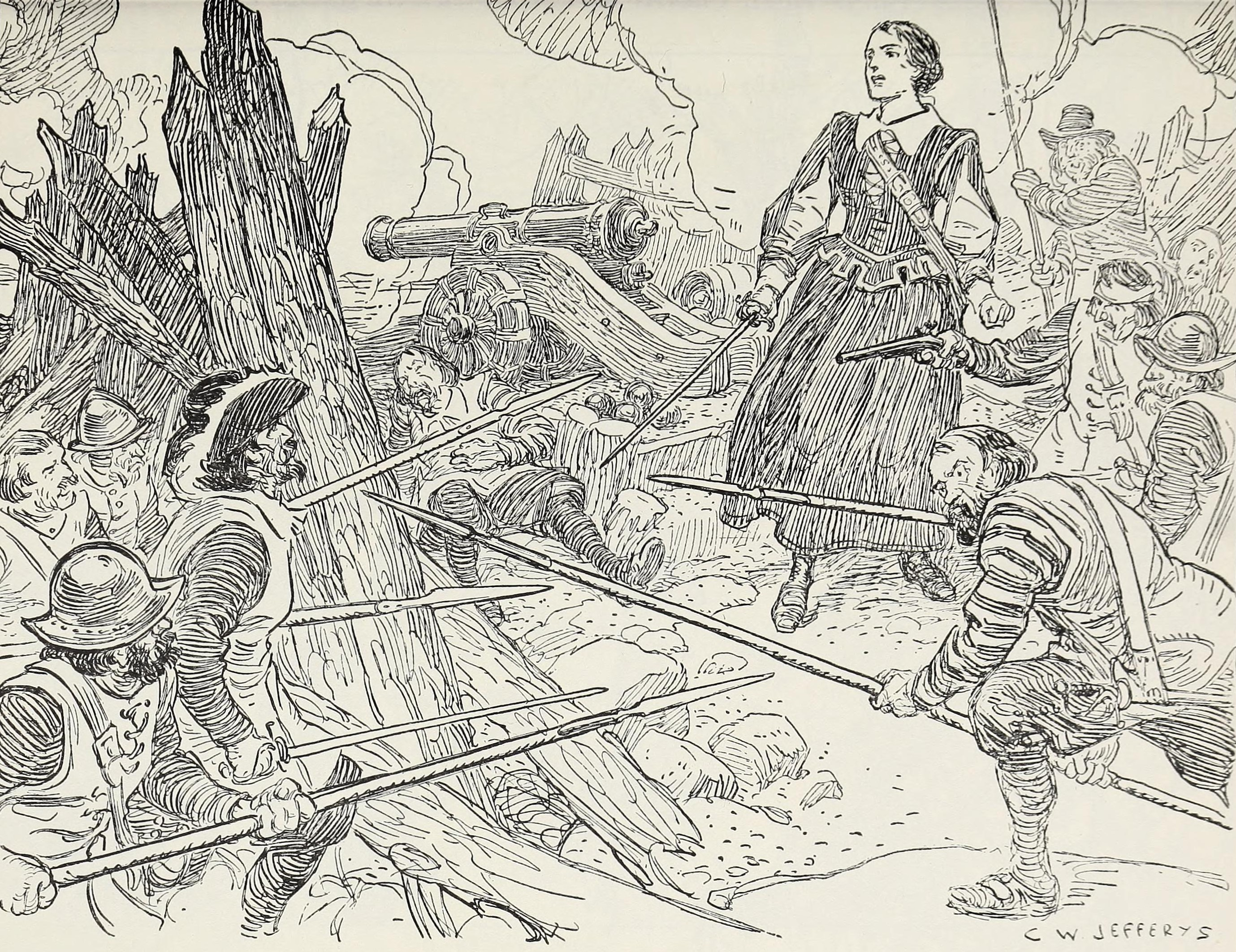
Француаза-Мари Жаклен на защите форта Сен-Жан от нападения д'Олнея; художник Чарльз Уилльям Джеффриз.

Гражданская война в Акадии (фр. Guerre civile acadienne) стала периодом (1635—1654) острого противостояния между силами протестантского и католического губернаторов во французской колонии Акадия (совр. Новая Шотландия), став таким oбразом своеобразным колониальным отражением аналогичного конфликта между католиками и гугенотами в самой Франции. Война завершилась пирровой победой протестантов: в конце того же 1654 года ослабленную гражданской войной колонию впервые захватили англо-американские силы, что сплотило всех франкофонов Акадии вне зависимости от религиозного вероисповедания. Более того, Франции удалось позднее вернуть контроль над этой территорией ещё раз (до 1713 года).

## История

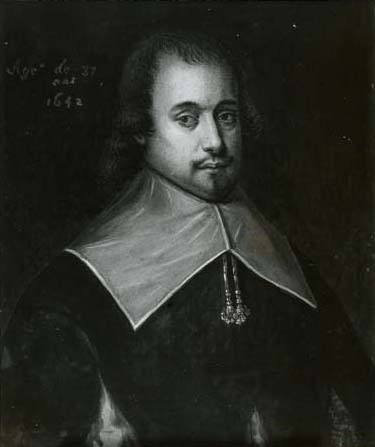
Шарль де Мену д'Олнэй.

В 1605 году смешанная группа из 20 католиков и протестантов основала первое французское поселение в Акадии. Вражда между католиками и гугенотами, распространившаяся во Франции, вызвала религиозную поляризацию и в Акадии, а оттуда начала проникать и в Квебек, основанный французами в 1608 году. Стремясь ограничить разрастание зоны конфликта во французской Америке, 6 мая 1627 года кардинал Ришельё издал указ, согласно которому протестантам было запрещено селиться в Квебеке (он боялся того что протестанты будут сотрудничать с англо-американцами из стремительно разрастающихся 13 британских колоний), но ситуация во французской Акадии продолжала накаляться. Хотя французское население Акадии составляло не более 2 тысяч человек, в 1635 году в колонии вспыхнул конфликт между сторонниками протестантского и католического губернаторов. Шарль де Сент-Этьен де ля Тур (протестант) и Шарль де Мену д'Oлней (католик) сошлись в схватке. Гражданская война в Акадии закончилась лишь в 1653 году победой протестанта, который взял в жёны вдову своего соперника. Но данная победа стала пирровой. В 1654 году ослабленную и разорённую Акадию захватили англо-американские силы. Однако Франция вернулa Акадию в 1667. 
В 1755 году британские силы вновь, и на этот раз окончательно, захватили провинцию. Mассовой депортации со стороны британцев подверглось всё франкоязычное население региона (18 000 человек) вне зависимости от религиозного вероисповедания, что фактически нивелировало различия между католиками и протестантами в пользу первых. От 2 000 до 4 000 франко-акадийцев (в том числе и протестантов) укрылось в лесах у местных индейцев или же среди более многочисленного 70-тысячного франко-католического населения пока ещё французского Квебека (павшего в 1760 г.). 
В изгнании поддержка протестантских ценностей перестала быть приоритетом. На первое место вышло сопротивление ассимиляционным механизмам Великобритании. К концу XX века франко-акадийцы, как и франко-квебекцы, сделали акцент на сохранение французского языка и культуры ввиду угрозы полной англификации.